# Nellie Cournoyea
Nellie J. Cournoyea (née le 4 mars 1940 à Aklavik aux Territoires du Nord-Ouest) est une femme politique canadienne et première ministre des Territoires du Nord-Ouest de 1991 à 1995, devenant ainsi la première femme à occuper cette fonction. Elle est également députée de la circonscription territoriale de Western Arctic entre 1979 et 1983 ainsi que de la circonscription de Nunakput entre 1983 et 1995. Par ailleurs, elle est la deuxième femme – et la première femme autochtone – à occuper le poste de première ministre provinciale ou territoriale dans l'histoire canadienne.

## Biographie
Cournoyea est de descendance norvégienne et inuvialuit. À la fin des années 1940, elle fréquente durant quelque temps les pensionnats autochtones. Durant les années 1960, avant de faire son entrée en politique, elle est présentatrice et directrice de station pour Radio-Canada Nord à Inuvik. Elle participe d'ailleurs à plusieurs organisations et actions visant les revendications territoriales des peuples inuits durant les années 1970 et 1980. 
Durant son mandat de première ministre, Cournoyea s'est consacrée à la simplification de l'administration territoriale en donnant plus de responsabilités aux dirigeants communautaires. Elle joue également un rôle important dans les négociations conduisant à l'Accord sur les revendications territoriales du Nunavut. 
Elle se retire de la politique après un seul mandat comme première ministre, mais continue de s'impliquer dans diverses associations qui visent la revendication et la protection des intérêts des autochtones du Nord et du Nord. 